# Christine Müller-Stosch
Christine Müller-Stosch (* 1938 in Haynau, Kreis Goldberg, Provinz Niederschlesien) ist eine deutsche Theologin, Malerin und Autorin. Sie lebt und arbeitet heute auf dem Kunsthof Lietzen und in Berlin.

## Leben
1938 wurde Christine Müller-Stosch in Haynau geboren. Flucht und Vertreibung führten die Familie über Thüringen nach Sachsen-Anhalt, wo sie ihre Kinder- und Jugendzeit verbrachte. Von 1954 bis 1965 studierte Christine Müller-Stosch Theologie am kirchlichen Proseminar in Naumburg (Saale), in der Kirchlichen Hochschule Berlin und im Sprachenkonvikt.		
Von 1965 bis 1991 arbeitete sie als Lektorin, Autorin und Herausgeberin der Evangelischen Verlagsanstalt in Berlin.
Zur Malerei fand sie im Jahr 1972. Unter der Anleitung und Ausbildung von Erika Stürmer-Alex (Woltersdorf b. Berlin, später Lietzen) erarbeitete sie sich verschiedene künstlerische Ausdrucksformen. Bis heute entstehen Malereien, Druckgrafiken und Collagen.
Nach der Wendezeit ist sie 1991 Mitbegründerin des Vereins „Endmoräne – Künstlerinnen aus Brandenburg und Berlin“.
Ein Filmporträt von Therese Koppe, Im Stillen laut, beleuchtet das Leben von Christine Müller-Stosch und Erika Stürmer-Alex.
Ausstellungsbeteiligungen in Potsdam, Berlin, Naxos/Griechenland, Alt-Langsow, Friedersdorf, Joao Pessoa/Brasilien, Forst/Lausitz, Frankfurt/Oder, Altranft, Bahnhof Gusow

## Veröffentlichungen
- Draußen und Drinnen, Bilder und Texte. Mit Texten und Fotos hrsg. von C.M.-St., Berlin: Evangelische Verlagsanstalt 2. Aufl. 1989
- Spuren und Wege, Bilder und Texte. Mit Texten und Fotos hrsg. von C.M.-St., Berlin: Evangelische Verlagsanstalt 1990.
- Zivilcourage und Nächstenliebe, Dokumente und Selbstzeugnisse. Hrsg. von der Carl-Hans-Graf von Hardenberg-Stiftung Komturei Lietzen, Redaktion: C.M.-St., Berlin: Wichern Verlag 2003
- Taizé – Wege der Versöhnung, Berlin: Evangelische Verlagsanstalt 1984
- Taizé – Gesänge und Gebete, Berlin: Evangelische Verlagsanstalt 1986
- Taizé – Ein gemeinsames Leben, hrsg. von C.M.-St. und Jörg Hildebrandt. Berlin: Evangelische Verlagsanstalt 1987